# Warriors of the Wasteland
"Warriors of the Wasteland" är Frankie Goes to Hollywoods sjätte singel. Singeln utgavs den 10 november 1986 och utgör öppningsspåret på albumet Liverpool, utgivet den 20 oktober 1986. "Warriors of the Wasteland" nådde Englandslistans nittonde plats. På kontinenten gick det dock bättre där singeln hamnade på topp-10-listan i bland annat Tyskland, Nederländerna, Belgien, Österrike och Schweiz. I Sverige nådde den plats 20 på singellistan.
Vid komponerandet av "Warriors of the Wasteland" skall gruppen ha inspirerats av T.S. Eliots dikt The Waste Land och Mad Max-filmerna. Låten har ett implicit samhällskritiskt budskap.

## Låtförteckning

### Vinylsingel
1. "Warriors of the Wasteland" (5:01)
2. "Warriors (Of the Wasteland)" (3:55)

### CD-singel
1. "Warriors (Sample-Rated Introduction)" (2:25)
2. "Warriors (Twelve Wild Disciples Mix)" (9:45)
3. "Warriors of the Wasteland (fewer lyrics)" (5:02)
4. "Warriors (of the Wasteland)" (3:57)
5. "Warriors (Monopoly Re-Solution) [”rats in a cage”]" (2:21)